# Bremsenprüfstand

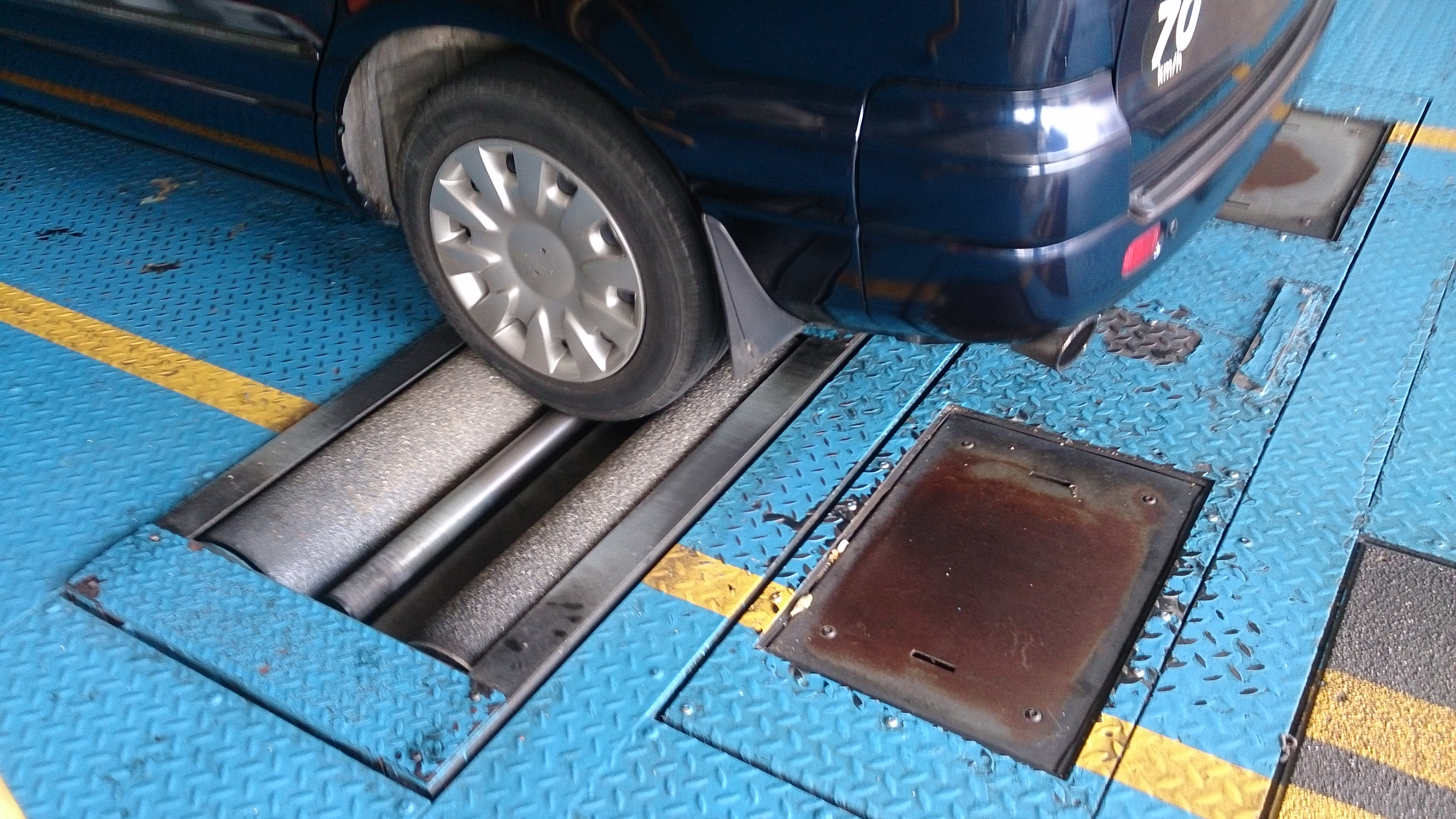
Rollenprüfstand

Ein Bremsenprüfstand ist eine technische Vorrichtung, die im Wesentlichen dem Prüfen der Bremsanlage von Kraftfahrzeugen dient. Da die Überprüfung der Wirksamkeit der Bremsen, wie sie beispielsweise in § 29 StVZO (Österreich: § 57 KFG) gefordert wird, auf der Straße kaum möglich ist, werden Bremsenprüfstände verwendet. Hierbei kommen Rollenbremsenprüfstände und Plattenbremsprüfstande zum Einsatz.

## Technische Regeln
Bei Fahrzeugen, welche in den EU-Ländern zugelassen werden sollen, gelten gemäß den EG-Richtlinien bestimmte Anforderungen für die maximalen Betätigungskräfte am Pedal. Damit das Fahrzeug den geltenden technischen Richtlinien entspricht, darf der Unterschied der Bremswirkung nur eine bestimmte Abweichung vom Höchstwert betragen.
Erlaubte Differenzen der Bremswirkung der Räder einer Achse:
- bei der Betriebsbremse maximal 25 % vom größeren Wert
- bei der Feststellbremse, die während der Fahrt betätigt werden kann und bei Anhängern, maximal 50 % vom größeren Wert
- bei der Feststellbremse, die nicht während der Fahrt betätigt werden kann (vorrangig die neuen elektrischen Feststellbremsen), maximal 95 % vom größeren Wert

Auch die prozentuale Abbremsung ist vorgeschrieben und muss bestimmte Mindestwerte erreichen.
Prozentuale Abbremsung am Beispiel PKW:
- Betriebsbremse mindestens 50 % der zulässigen Gesamtmasse (zGM); Bei Fahrzeugen ab EZ 1. Januar 2012 sind es 58 % der zGM bei einer Pedalkraft von ≤ 500 Newton
- Feststellbremse mindestens 16 % der zGM; bei einer Handkraft von ≤ 400 Newton oder Fußkraft von ≤ 500 Newton

Um richtige Ergebnisse zu erzielen, muss der Reifendruck im vorgeschriebenen Bereich liegen.

## Aufbau und Funktion des Rollenbremsenprüfstands
Damit auf dem Bremsenprüfstand die beiden Räder einer Achse gleichzeitig geprüft werden können, hat er zwei gleiche Rollensätze. Jede der Rollen treibt bei der Prüfung ein Rad an. Angetrieben werden die Antriebsrollen über einen mittels Getriebe gekoppelten Elektromotor. Zur Blockierschutzüberwachung und zum automatischen Ein- und Ausschalten dient eine Tastrolle. Die Ermittlung der Bremskräfte erfolgt bei modernen Rollenbremsenprüfständen über die Antriebsrolle und die Bremsmomentrolle. Von der Bremsmomentrolle wird die Reaktionskraft über eine Messdose auf die Anzeige übertragen. Für die Anzeige der Messwerte können sowohl digitale als auch analoge Instrumente verwendet werden. Außerdem können die gemessenen Werte über einen angeschlossenen Drucker zwecks Protokollierung ausgedruckt werden. Für Fahrzeuge, welche mit Permanent-Allradantrieb ausgerüstet sind, müssen spezielle Prüfstände verwendet werden. Diese Prüfstände sind mit zwei Antriebsrollen ausgerüstet, die entgegengesetzt drehen.

## Die Messung
Die Bremskräfte werden an den Laufflächen der Räder gemessen. Sobald die Räder abgebremst werden, entsteht ein Bremsmoment, welches der Rollendrehrichtung entgegengesetzt ist. Mit steigender Pedalkraft, bis zum Blockieren der Räder, gibt der Verlauf der Bremskräfte Aufschluss über mögliche Fehler im Bremssystem. Mit dem Rollenbremsenprüfstand kann für jedes Rad separat folgendes gemessen werden:
- Rollwiderstand
- Bremskraft
- Schwankung der Bremskraft
- Eintritt der Blockierneigung

Bei fehlerhaften Bremswerten oder bei Funktionsfehlern muss eine systematische Fehlersuche erfolgen.

## Berechnung
Die Mindestabbremsung wird wie folgt berechnet: Summe aller Bremskräfte ({\displaystyle F_{\text{ges}}}) in Newton, dividiert durch die Fahrzeuggesamtgewichtskraft ({\displaystyle G}) in Newton, das Ergebnis mit 100 Prozent multiplizieren.
Für die Mindestabbremsung {\displaystyle z} gilt:
{\displaystyle z={\frac {F_{\text{ges}}}{G}}\cdot 100\,\%}
Dabei gilt bei vierrädrigen Fahrzeugen für die Summe der Bremskräfte aller Räder ({\displaystyle F_{\text{VR}}} ist die Bremskraft vorne rechts):
{\displaystyle F_{\text{ges}}=F_{\text{VR}}+F_{\text{VL}}+F_{\text{HR}}+F_{\text{HL}}}
Die Fahrzeuggesamtgewichtskraft {\displaystyle G} ist das Produkt der Fahrzeugmasse (in kg) {\displaystyle m} und der Fallbeschleunigung {\displaystyle g}
{\displaystyle G=m\cdot g}
Somit ergibt sich für die Mindestabbremsung {\displaystyle z}:
{\displaystyle z={\frac {F_{\text{VR}}+F_{\text{VL}}+F_{\text{HR}}+F_{\text{HL}}}{m\cdot g}}\cdot 100\,\%}
Die Bremskräfte können in entsprechende Verzögerungswerte umgerechnet werden:

Dabei gilt für die Bremsverzögerung {\displaystyle a}:
{\displaystyle a={\frac {F_{\text{ges}}\cdot 9{,}81{\frac {m}{s^{2}}}}{G}}}
Daraus ergibt sich für die Abbremsung {\displaystyle z} in Prozent:
{\displaystyle z={\frac {F_{\text{ges}}}{G}}\cdot 100\,\%}